# وادي الضباب
أحد الأودية الموجودة في محافظة تعز ويبعد عن المدخل الجنوبي الغربي لمحافظة تعز بحوالي (3)كم على الطريق الأسفلتي الذي يربط مدينة تعز بمدينة التربة ويعتبر منتجع سياحي قطعة من فردوس يلوذ بها العشاق .
ويعتبر سلة تعز الغذائية المبللة بقطرات نداء مائة العذبة الغزيرة والسكابة وتغنى به فنانين وأدباء وشعراء في ملاحمهم الغنائية بوادي الضباب وصفاء مياءه العذبة وخضرة مرجه البديعة والواسعة .
وادي الضباب اللوحة الفردوسية والأخاذه الجميلة التي يخالها المرء حين يزورها للوهلة الأولى إنها شيء من خيال ليس إلا !!!!
وادي الضباب منتجع سياحي يؤمة الزوار وعشاق الطبيعة والجمال يتوافد إليه الأسر والأصدقاء إلى جانب الوادي في فترة ما قبل الظهيرة ,, حيث تتناول معظم الأسر وجبة العداء بين بساتين الوادي دائمة الإخضرار وتحت رشفات ضفافة ...
وقبل أن يسدل الليل ستارة يخرج عادتاً المصطفون كخلايا النحل ويتوزعون على تلال ومرتفعات الوادي للإستمتاع بلحظات الغروب الجميلة، وعلى أنغام وألحان زقزقة العصافير وخرير المياه في الجداول المنسابة على بساط وادي الضباب الأخضر وكأنها أنامل أم حانية تداعب برفق خصلات شعر وليدتها النائمة على ركبتيها ....
لحظات تأمل روحانية ساحرة تصنع منك في لحظات متصوف زاهد وعاشق محب ودود رقيق إن كنت في غير وادي الضباب عكس ذلك !!!!
يشتهر وادي الضباب بزراعة البن اليمني والذرة الشامية والبامية والكوسة والطماطم والكوبش والبطاط والعديد من أنواع الفواكه والخضروات، كما يشتهر وادي الضباب بصناعة الجبن البلدي والذي يعد من أجود أنواع الجبن، إضافة إلى صناعة العزف والكوافي التي تلبسها النساء الريفيات على رؤوسهن مع زيهن التقليدي مما يضفي عليهن جمالاً فوق جمال.. وفي يوم الأحد من كل أسبوع يقام سوق شعبي على الطريق الإسفلتي في وسط الوادي فيه كل ما يحتاجه المواطن العادي من ضروريات الحياة، فلقد مثل هذا السوق رافداً سياحياً هاماً كونه يحتضن أصالة الأسواق الشعبية وتقاليدها العظيمة فإليه يتوافد العديد من سكان المناطق المجاورة للوادي ك جبل حبشي والربيعي وغيرها من المناطق المجاورة والذين يقصدون في “أحد” الوادي لبيع مواشيهم ومنتجاتهم الزراعية واليدوية الأمر الذي يجلب الكثير من السائحين المحليين والأجانب ويبقى على الجهات المختصة أن تكثف من جهودها للترويج عن هذا الوادي الذي لو أعطته القليل لأعطاها الكثير الكثير.
من أهم ما يميز وادي الضباب خصوبة تربته وتنوع أشجاره ومزروعاته الطبيعية حتى غدا محطة تتهافت إليه العقول وأفئدة وعيون أصحاب النحل ليجعلوا منه أطيب أرض لإنتاج أطيب عسل ومرتعاً تتراقص على أغصان وروده الطبيعة المتمايلة الفاتنة لتشكل أعظم لوحة فنية بديعة نتاجها عسل صافٍ لو حظيت برشفة منه أمضيت عمرك ساكراً
 http://www.algomhoriah.net/newsweekarticle.php?sid=138893

## الموقع
يقع وادي الضباب (بني حماد) على ارتفاع يقرب من 1240متر عن سطح البحر وينحصر بين الإحداثيات N13°15´21´) و40´´04°E44 ) و (N13°14´51´ و12´´05°E44) تقريباً، كما يتميز بوقوعه على إطراف مناطق قدس وذبحان والأصابح والعزاعز وبني حماد .

## التعريف بوادي الضباب (من ذبحان إلى المخا)
وادي الضباب (الاسم) هو واحد من أربعة أودية في اليمن تحمل نفس الاسم، تقع جميعها في محافظتي تعز ولحج . ووادي الضباب ( المستهدف هنا) هو أحد الروافد الرئيسية لوادي موزع - بعد قطع الجريان لمسافة تقترب من 100 كم - الذي يصب في البحر الأحمر، يتفرع في موزع إلى فرعين الأول ينعطف نحو شمال الغرب ليخترق الطرف الجنوبي لسلسلة جبل النار متجهًا إلى البحر مارًا من المخا، والآخر يواصل رحلته باتجاه الغرب إلى البحر مارًا بقرية واحيه (10كم إلى الجنوب من المخا).
نستطيع القول إن وادي الضباب وميناء المخا التاريخي ووادي موزع قد تبادلوا الحياة، والتأثر والتأثير لقرون عديدة، والشواهد الباقية حتى اليوم في وادي الضباب ووادي موزع تدل على ذلك، ابتداء من نظام الري واستصلاح الأراضي ونوع المزروعات وربما في الأمثال والحكايات الشعبية الموروثة.

## السكان والنشاط السكاني
يتوزع السكان المستفيدون مباشره من الوادي على مساحة تقترب من 4كم2،وذلك لوقوع الوادي على أطراف مناطق عديدة، منهم حوالي (500) أٌسره مستفيدة تنتمي لمنطقه بني حماد.
اشتهر الوادي حتى وقتٍ قريب بزراعة المحاصيل الزراعية المختلفة وأهمها البن، كما كان الوادي أحد الأودية الهامة الذي يمد المناطق المجاورة بالخضروات والفواكه على مدار العام، وكان الوادي المصدر الرئيسي لأخشاب البناء وأشجار الوقود لمناطق ذبحان وماجا ورها، كما كان يقوم ساكنيه بتبادل السلع مع سكان تلك المناطق المجاورة التي قد تمتد شرقًا إلى عدن وغرباً إلى المخا (يقع الوادي في منتصف المسافة تقريبًا بين المخا وعدن) ،إلى جانب الزراعة وتربية الماشية كنشاط رئيسي للسكان، كان الوادي مرعى موسمي لمربيي الجمال القادمين من الشرق(الصبيحة)أو القادمين من الغرب(الوازعية).
في الوقت الحاضر فأن أهم الحاصلات الزراعية هي المانجو إلى جانب قليل من الخضروات، إلى جانب القات الذي يزرع في بعض المدرجات الجبلية في الغالب، لذلك فالسكان حاليًا هم مزارعون أو مزارعين موسميين، كما يشهد الوادي موسميًا قدوم مربيي النحل(من خارج المنطقة) مع مناحلهم لتوفر المرعى الجيد.